# Ivy Bridge
Ivy Bridge es el nombre en clave para la microarquitectura de microprocesadores desarrollada por Intel como sucesora de la microarquitectura Sandy Bridge. Incluye una tecnología de fabricación de los microprocesadores de 22 nanómetros y transistores Tri-Gate. Es conocida también como la tercera generación de intel core.

## Visión general
Los procesadores Ivy Bridge son retrocompatibles con la plataforma de Sandy Bridge, pero pueden requerir una actualización de firmware (específica de cada fabricante). El 8 de abril de 2011 intel lanzó la nueva serie de chipsets de la serie 7 Panther Point con USB 3.0 integrado para complementar a Ivy Bridge.
Intel anunció el tercer trimestre del 2011, que empezaría la producción a gran escala de chips de Ivy Bridge. Los modelos de 4 núcleos y los de 2 núcleos para portátiles se lanzaron el 23 de abril y el 31 de mayo de 2012 respectivamente. Los modelos Core i3 de escritorio salieron el tercer trimestre de 2012.

### Características
Las mejoras y características de Ivy Bridge incluyen:
- Tecnología Transistores Tri-Gate (menos del 50% de consumo energético al mismo nivel de rendimiento respecto de los transistores planos).[10]
- Soporte para PCI Express 3.0.[11]
- Multiplicador Máximo de x63 en el procesador. (En Sandy Bridge eran x57).[12]
- Soporte para memoria RAM hasta 2800MT/s en incrementos de 200 MHz.[12]
- Intel HD Graphics con soporte para DirectX 11, OpenGL 3.1, y OpenCL 1.1.[13]
- La GPU se tiene que posee hasta 16 unidades de ejecución (EU en inglés), comparado con Sandy Bridge que su máximo es de 12.[14]
- Un nuevo generador de números aleatorios y la instrucción RdRand,[15] con nombre en clave Bull Mountain.[16]
- Intel Quick Sync Video.[14]
- DDR3L de baja tensión para procesadores móviles.
- Reproducción múltiple de 4K de resolución.

Potencia de diseño térmico (TDP), acordado por una ficha de Intel filtrada en octubre del 2011, vendrá en variadas opciones de 77/65/55/45/35 vatios para procesadores de escritorio. Mientras Intel dice que los procesadores móviles usarán Potencia de diseño térmico ajustable.

#### Rendimiento
Comparado con Sandy Bridge(acorde a las fuentes):
- 5% a 15% incremento de rendimiento de procesador[19]
- 20% a 50% incremento en rendimiento del procesador gráfico integrado (GPU)[19]

### Comparación de especificaciones de encapsulado
| Ivy Bridge | Ivy Bridge      | Ivy Bridge | Ivy Bridge | Ivy Bridge | Ivy Bridge               | Ivy Bridge         |                   | Sandy Bridge (microarquitectura previa) | Sandy Bridge (microarquitectura previa) | Sandy Bridge (microarquitectura previa) | Sandy Bridge (microarquitectura previa) | Sandy Bridge (microarquitectura previa) | Sandy Bridge (microarquitectura previa) | Sandy Bridge (microarquitectura previa) |
| Zócalo     | Nombre en clave | Núcleos    | Caché      | UE GPU     | Cantidad de transistores | Tamaño encapsulado | Zócalo            | Nombre en clave                         | Núcleos                                 | Caché                                   | Unidades de ejecución GPU               | Cantidad de transistores                | Área del encapsulado                    |                                         |
| ---------- | --------------- | ---------- | ---------- | ---------- | ------------------------ | ------------------ | ----------------- | --------------------------------------- | --------------------------------------- | --------------------------------------- | --------------------------------------- | --------------------------------------- | --------------------------------------- | --------------------------------------- |
| LGA 1155   | Ivy Bridge-M-2  | 2          | 3MB        | 8          |                          |                    |                   | LGA 1155                                | Sandy Bridge-M-2                        | 2                                       | 3MB                                     | 6                                       | 504 millones                            | 131 mm²                                 |
| LGA 1155   | Ivy Bridge-H-2  | 2          | 4MB        | 16         |                          |                    | Sandy Bridge-H-2  | LGA 1155                                | 2                                       | 4MB                                     | 12                                      | 624 millones                            | 149 mm²                                 |                                         |
| LGA 1155   | Ivy Bridge-HE-4 | 4          | 8MB        | 16         | 1400 millones            | 160 mm²            | Sandy Bridge-HE-4 | LGA 1155                                | 4                                       | 8MB                                     | 12                                      | 995 millones                            | 216 mm²                                 |                                         |
| LGA 1155   | Ivy Bridge-HM-4 | 4          | 6MB        | 8          |                          |                    | LGA 2011          | Sandy Bridge-EP-4                       | 4                                       | 10MB                                    | N/A                                     | 1270 millones                           | 294 mm²                                 |                                         |
|            |                 |            |            |            |                          |                    | LGA 2011          | Sandy Bridge-EP-8                       | 6∗/8                                    | 20MB                                    | N/A                                     | 2270 millones                           | 435 mm²                                 |                                         |

∗ Octo-núcleos con 2 desactivados por propósitos de producción.

### Lista de procesadores Ivy Bridge
1Procesadores que poseen gráficos Intel HD 4000 aparecen en negrita. otros procesadores que poseen gráficos HD 2500 o sin núcleo gráfico (indicado por frecuencia de GPU como N/D).

#### Procesadores de escritorio
| Segmento                     | Núcleos (Hilos) | Procesador Nomenclatura y modelo | Procesador Nomenclatura y modelo | Frecuencia de reloj CPU | Frecuencia de reloj CPU | Frecuencia de reloj GPU | Frecuencia de reloj GPU | Caché L3 | TDP   | Fecha de Lanzamiento | Precio (dólares americanos) | Placa base | Placa base        | Placa base                      |
| Segmento                     | Núcleos (Hilos) | Procesador Nomenclatura y modelo | Procesador Nomenclatura y modelo | Normal                  | Turbo                   | Normal                  | Turbo                   | Caché L3 | TDP   | Fecha de Lanzamiento | Precio (dólares americanos) | Zócalo     | Interfaz          | Memoria                         |
| ---------------------------- | --------------- | -------------------------------- | -------------------------------- | ----------------------- | ----------------------- | ----------------------- | ----------------------- | -------- | ----- | -------------------- | --------------------------- | ---------- | ----------------- | ------------------------------- |
| Entusiasta/ Alto Rendimiento | 6 (12)          | Core i7                          | 4960X                            | 3,6 GHz                 | 4,0 GHz                 | N/A                     | N/A                     | 15 MB    | 130 W | 10/9/2013            | $999                        | LGA 2011   | DMI 2.0 PCIe 3.0∗ | Hasta cuádruple canal DDR3-1866 |
| Entusiasta/ Alto Rendimiento | 6 (12)          | Core i7                          | 4930K                            | 3,4 GHz                 | 3,9 GHz                 | N/A                     | N/A                     | 12 MB    | 130 W | 10/9/2013            | $583                        | LGA 2011   | DMI 2.0 PCIe 3.0∗ | Hasta cuádruple canal DDR3-1866 |
| Rendimiento                  | 4 (8)           | Core i7                          | 4820K                            | 3,7 GHz                 | 3,9 GHz                 | N/A                     | N/A                     | 10 MB    | 130 W | 10/9/2013            | $323                        | LGA 2011   | DMI 2.0 PCIe 3.0∗ | Hasta cuádruple canal DDR3-1866 |
| Rendimiento                  | 4 (8)           | Core i7                          | 3770K                            | 3,5 GHz                 | 3,9 GHz                 | 650 MHz                 | 1150 MHz                | 8 MB     | 77 W  | 2012-4-29            | $320                        | LGA 1155   | DMI 2.0 PCIe 3.0∗ | Hasta doble canal DDR3-1600     |
| Rendimiento                  | 4 (8)           | Core i7                          | 3770                             | 3,4 GHz                 | 3,9 GHz                 | 650 MHz                 | 1150 MHz                | 8 MB     | 77 W  | 2012-4-29            | $285                        | LGA 1155   | DMI 2.0 PCIe 3.0∗ | Hasta doble canal DDR3-1600     |
| Rendimiento                  | 4 (8)           | Core i7                          | 3770S                            | 3,1 GHz                 | 3,9 GHz                 | 650 MHz                 | 1150 MHz                | 8 MB     | 65 W  | 2012-4-29            | $285                        | LGA 1155   | DMI 2.0 PCIe 3.0∗ | Hasta doble canal DDR3-1600     |
| Rendimiento                  | 4 (8)           | Core i7                          | 3770T                            | 2,5 GHz                 | 3,7 GHz                 | 650 MHz                 | 1150 MHz                | 8 MB     | 45 W  |                      | $                           | LGA 1155   | DMI 2.0 PCIe 3.0∗ | Hasta doble canal DDR3-1600     |
| General                      | 4 (4)           | Core i5                          | 3570K                            | 3,4 GHz                 | 3,8 GHz                 | 650 MHz                 | 1150 MHz                | 6 MB     | 77 W  | 2012-4-29            | $220                        | LGA 1155   | DMI 2.0 PCIe 3.0∗ | Hasta doble canal DDR3-1600     |
| General                      | 4 (4)           | Core i5                          | 3570                             | 3,4 GHz                 | 3,8 GHz                 | 650 MHz                 | 1150 MHz                | 6 MB     | 77 W  |                      | $                           | LGA 1155   | DMI 2.0 PCIe 3.0∗ | Hasta doble canal DDR3-1600     |
| General                      | 4 (4)           | Core i5                          | 3570S                            | 3,1 GHz                 | 3,8 GHz                 | 650 MHz                 | 1150 MHz                | 6 MB     | 65 W  | $                    |                             | LGA 1155   | DMI 2.0 PCIe 3.0∗ | Hasta doble canal DDR3-1600     |
| General                      | 4 (4)           | Core i5                          | 3570T                            | 2,3 GHz                 | 3,3 GHz                 | 650 MHz                 | 1150 MHz                | 6 MB     | 45 W  | $                    |                             | LGA 1155   | DMI 2.0 PCIe 3.0∗ | Hasta doble canal DDR3-1600     |
| General                      | 4 (4)           | Core i5                          | 3550                             | 3,3 GHz                 | 3,7 GHz                 | 650 MHz                 | 1150 MHz                | 6 MB     | 77 W  | 2012-4-29            | $199                        | LGA 1155   | DMI 2.0 PCIe 3.0∗ | Hasta doble canal DDR3-1600     |
| General                      | 4 (4)           | Core i5                          | 3550S                            | 3,0 GHz                 | 3,7 GHz                 | 650 MHz                 | 1150 MHz                | 6 MB     | 65 W  |                      | $                           | LGA 1155   | DMI 2.0 PCIe 3.0∗ | Hasta doble canal DDR3-1600     |
| General                      | 4 (4)           | Core i5                          | 3475S                            | 2,9 GHz                 | 3,6 GHz                 | 650 MHz                 | 1100 MHz                | 6 MB     | 65 W  | $                    |                             | LGA 1155   | DMI 2.0 PCIe 3.0∗ | Hasta doble canal DDR3-1600     |
| General                      | 4 (4)           | Core i5                          | 3470                             | 3,2 GHz                 | 3,6 GHz                 | 650 MHz                 | 1100 MHz                | 6 MB     | 77 W  | $                    |                             | LGA 1155   | DMI 2.0 PCIe 3.0∗ | Hasta doble canal DDR3-1600     |
| General                      | 4 (4)           | Core i5                          | 3470S                            | 2,9 GHz                 | 3,6 GHz                 | 650 MHz                 | 1100 MHz                | 6 MB     | 65 W  | $                    |                             | LGA 1155   | DMI 2.0 PCIe 3.0∗ | Hasta doble canal DDR3-1600     |
| General                      | 2 (4)           | Core i5                          | 3470T                            | 2,9 GHz                 | 3,6 GHz                 | 650 MHz                 | 1100 MHz                | 3 MB     | 35 W  | Q32012               | $                           | LGA 1155   | DMI 2.0 PCIe 3.0∗ | Hasta doble canal DDR3-1600     |
| General                      | 4 (4)           | Core i5                          | 3450                             | 3,2 GHz                 | 3,5 GHz                 | 650 MHz                 | 1100 MHz                | 6 MB     | 77 W  | 2012-4-29            | $182                        | LGA 1155   | DMI 2.0 PCIe 3.0∗ | Hasta doble canal DDR3-1600     |
| General                      | 4 (4)           | Core i5                          | 3450S                            | 2,8 GHz                 | 3,5 GHz                 | 650 MHz                 | 1100 MHz                | 6 MB     | 65 W  | 2012-4-29            | $182                        | LGA 1155   | DMI 2.0 PCIe 3.0∗ | Hasta doble canal DDR3-1600     |
| General                      | 4 (4)           | Core i5                          | 3330                             | 3,0 GHz                 | 3,2 GHz                 | 650 MHz                 | 1050 MHz                | 6 MB     | 77 W  |                      | $                           | LGA 1155   | DMI 2.0 PCIe 3.0∗ | Hasta doble canal DDR3-1600     |
| General                      | 4 (4)           | Core i5                          | 3330S                            | 2,7 GHz                 | 3,2 GHz                 | 650 MHz                 | 1050 MHz                | 6 MB     | 65 W  | $                    |                             | LGA 1155   | DMI 2.0 PCIe 3.0∗ | Hasta doble canal DDR3-1600     |
| General                      | 2 (4)           | Core i3                          | 3240                             | 3,4 GHz                 | N/A                     | 650 MHz                 | 1050 MHz                | 3 MB     | 55 W  | 2012-6-3             | $                           | LGA 1155   | DMI 2.0           | Hasta doble canal DDR3-1600     |
| General                      | 2 (4)           | Core i3                          | 3225                             | 3,3 GHz                 | N/A                     | 650 MHz                 | 1050 MHz                | 3 MB     | 55 W  | 2012-6-3             | $138                        | LGA 1155   | DMI 2.0           | Hasta doble canal DDR3-1600     |
| General                      | 2 (4)           | Core i3                          | 3220                             | 3,3 GHz                 | N/A                     | 650 MHz                 | 1050 MHz                | 3 MB     | 55 W  | 2012-6-3             | $                           | LGA 1155   | DMI 2.0           | Hasta doble canal DDR3-1600     |

∗ Requiere una placa base compatible.
sufijos a denotar:
- K - Desbloqueado (multiplicador de CPU ajustable hasta un máximo de 63)
- S - Optimización-Rendimiento de ciclo de vida (baja potencia con 65 W de TDP)
- T - Consumo hiper-reducido (ultra baja potencia con 35-45W de TDP)

#### Procesadores móviles
Artículos principales: Core i7, Core i5
| Segmento Apuntado | Núcleos (Hilos) | Processor Nomenclatura y modelo | Processor Nomenclatura y modelo | TDP programable | TDP programable | TDP programable | Frecuencia de reloj GPU | Frecuencia de reloj GPU | Caché L3 | Fecha Lanzamiento | Precio (USD) |
| Segmento Apuntado | Núcleos (Hilos) | Processor Nomenclatura y modelo | Processor Nomenclatura y modelo | cTDP down       | Nominal TDP     | cTDP up         | Normal                  | Turbo                   | Caché L3 | Fecha Lanzamiento | Precio (USD) |
| ----------------- | --------------- | ------------------------------- | ------------------------------- | --------------- | --------------- | --------------- | ----------------------- | ----------------------- | -------- | ----------------- | ------------ |
| Rendimiento       | 4 (8)           | Core i7                         | 3920XM                          | 45W /?GHz       | 55W / 2,9GHz    | 65W / 3,8GHz    | 650 MHz                 | 1300 MHz                | 8 MB     | 29/4/2012         | $1096        |
| Rendimiento       | 4 (8)           | Core i7                         | 3820QM                          |                 | 45W / 2,7GHz    | ?W / 3,7GHz     | 650 MHz                 | 1250 MHz                | 8 MB     | 29/4/2012         | $568         |
| Rendimiento       | 4 (8)           | Core i7                         | 3720QM                          |                 | 45W / 2,6GHz    | ?W / 3,6GHz     | 650 MHz                 | 1250 MHz                | 6 MB     | 29/4/2012         | $378         |
| Rendimiento       | 4 (8)           | Core i7                         | 3615QM                          |                 | 2,3 GHz         |                 | 650 MHz                 | ?? MHz                  | 6 MB     | TBD               | OEM          |
| Rendimiento       | 4 (8)           | Core i7                         | 3612QM                          |                 | 2,1 GHz         |                 | 650 MHz                 | ?? MHz                  | 6 MB     | TBD               | OEM          |
| Rendimiento       | 4 (8)           | Core i7                         | 3610QM                          |                 | 2,3 GHz         |                 | 650 MHz                 | ?? MHz                  | 6 MB     | TBD               | OEM          |
| General           | 2 (4)           | Core i7                         | 3667U                           | 14W /?GHz       | 17W / 2,0GHz    | 25W / 3,2GHz    | 350 MHz                 | 1150 MHz                | 4 MB     | 3/6/2012          | $346         |
| General           | 2 (4)           | Core i7                         | 3517U                           | 14W /?GHz       | 17W / 1,9GHz    | 25W / 2,4GHz    | 350 MHz                 | 1150 MHz                | 4 MB     | 3/6/2012          | OEM          |
| General           | 2 (4)           | Core i7                         | 3520M                           |                 | 35W / 2,9GHz    | ?W / 3,6GHz     | 650 MHz                 | 1250 MHz                | 4 MB     | 3/6/2012          | $346         |
| General           | 2 (4)           | Core i5                         | 3427U                           | 14W /?GHz       | 17W / 1,8GHz    | 25W / 2,8GHz    | 350 MHz                 | 1150 MHz                | 3 MB     | 3/6/2012          | $            |
| General           | 2 (4)           | Core i5                         | 3317U                           | 14W /?GHz       | 17W / 1,7GHz    | N/A             | 350 MHz                 | 1050 MHz                | 3 MB     | 3/6/2012          | $            |
| General           | 2 (4)           | Core i5                         | 3360M                           |                 | 35W / 2,8GHz    | ?W / 3,5GHz     | 650 MHz                 | 1200 MHz                | 3 MB     | 3/6/2012          | $266         |
| General           | 2 (4)           | Core i5                         | 3320M                           |                 | 35W / 2,6GHz    | ?W / 3,3GHz     | 650 MHz                 | 1200 MHz                | 3 MB     | 3/6/2012          | $225         |
| General           | 2 (4)           | Core i3                         | 3217U                           | 14W /?GHz       | 17W / 1,8GHz    | N/A             | 350 MHz                 | 1050 MHz                | 3 MB     | 3/6/2012          | OEM          |
| General           | 2 (4)           | Core i3                         | 3317U                           | 14W /?GHz       | 17W / 1,7 GHz   | N/A             | 350 MHz                 | 1050 MHz                | 3 MB     | 3/6/2012          | OEM          |

- M - Procesador Móvil
- Q - Cuádruple núcleo
- U - Ultrabajo consumo
- X - 'Gama Extrema'

## Historia

### Predecesor

#### Sandy Bridge
Sandy Bridge es el nombre en clave de una microarquitectura para microprocesadores desarrollada por Intel como sucesora de Westmere. 

### Sucesor

#### Haswell
Intel demostró la arquitectura Haswell en septiembre del 2011, cuyo lanzamiento se prevé que sea en el año 2013 como el sucesor de Sandy Bridge e Ivy Bridge.